# 최창근 (무술가)
최창근(崔昌根, 1941년 ~ )은 대한민국의 태권도 사범으로 대한태권도협회에서 파견한 12명의 태권도 원조 사범 중 한 명이다. 한국군에서 경력을 쌓은 후 1969년 캐나다로 이주하여 계속해서 무술을 가르치고 있다.